# Giovanni Valentino Gentile
Giovanni Valentino Gentile (geboren um 1520 in Scigliano; gestorben am 10. September 1566 in Bern) war ein italienischer Humanist und Vertreter des reformatorischen Antitrinitarismus.

## Leben und Werk
Giovanni Valentino Gentile wurde um 1520 als Sohn der Landbesitzer Margherita und Francesco Gentile in Scigliano im süditalienischen Kalabrien geboren. Als Student in Neapel kam Gentile in Kontakt mit humanistischen und reformatorischen Anschauungen. Hier kam er auch in Berührung mit den Waldensern. Gentile positionierte sich gegen die Kindertaufe und Transsubstantiation und näherte sich mit solchen täuferischen Positionen der radikalen Reformation an. 1546 nahm er zusammen mit Lelio Sozzini und Camillo Renato an Sitzungen der Collegia Vicentina, einer Vereinigung von Antitrinitariern in Vicenza, teil. Später traf er in Padua auf den Juristen und Antitrinitarier Matteo Gribaldi, der einen nachhaltigen Einfluss auf ihn ausübte. Wie Gribaldi vertrat Gentile seit jener Zeit einen subordinatianischen Tritheismus. 
Im Jahr 1557 emigrierte Gentile ins calvinistisch geprägte Genf, wo nur einige Jahre zuvor Michael Servet wegen seiner anti-trinitarischen Ansichten von Calvin umgebracht worden war und er nun mit Giorgio Biandrata und Giovanni Paolo Alciati dem Kreis der italienischen Antitrinitarier angehörte. Nachdem die Gruppe von den Behörden zerschlagen worden war, unterzeichnete er am 18. Mai 1558 das vom Genfer Konsistorium der italienischen Migrantengemeinde vorgelegte reformierte Glaubensbekenntnis. Bald jedoch distanzierte er sich wieder davon, was zu seiner Verhaftung im Sommer 1558 führte. Während des anschließenden Prozesses schwor er seinen antitrinitarischen Ansichten ab. Nach der Haft begab sich Gentile nach Farges zu Gribaldi und anschließend nach Lyon, wo er unter anderem die tritheistische Schrift Antidota verfasste. 
Im Sommer 1563 reiste Gentile auf Aufforderung Giorgio Biandratas nach Polen, wo Biandrata zur gleichen Zeit den Grundstein für die reformatorisch-antitrinitarische Kirche der Polnischen Brüder legte. Gentile lebte unter anderem in Kraków (Krakau) und in Pińczów. In Kraków scheint er auch wieder mit Alciati zusammengearbeitet zu haben, der sich zuvor auf Grund seiner Ablehnung der Präexistenz Christi mit Calvin überworfen hatte.
Auf Grund des am 7. August 1564 von König Sigismund II. beschlossenen Parczower Edikts, das die ausländischen Antitrinitarier des Landes verwies, musste Gentile Polen allerdings im gleichen Jahr wieder verlassen. Über Mähren und Österreich emigrierte Gentile in die Schweiz, die er nur wenige Jahre zuvor wegen seiner Anschauungen hatte verlassen müssen. Am 11. Juni 1566 sandte Gentile dem Landvogt Simon Wurstenberger einen Brief, in dem er Thesen für eine konfessionelle Disputation über die Trinität beifügte. Wurstenberger reagierte allerdings anders als von Gentile angenommen, setzte Gentile gefangen und überführte ihn schließlich zum Prozess nach Bern. Dort wurde er am 9. September 1566 auf Grund seiner antitrinitarischen Überzeugungen zum Tod verurteilt und einen Tag später enthauptet.